# Pseudoxytenanthera monadelpha
Pseudoxytenanthera monadelpha (tiếng Việt: Le đầu dày hay Le nhất liên) là một loài thực vật có hoa trong họ Hòa thảo. Loài này được (Thwaites) Soderstr. & R.P.Ellis miêu tả khoa học đầu tiên năm 1988.